# Joaquim José Pereira de Faro
Joaquim José Pereira de Faro, primeiro barão do Rio Bonito (Braga, 7 de março de 1768 – Rio de Janeiro, 10 de fevereiro de 1843) foi um nobre brasileiro.

## Biografia
Tendo aportado no Rio de Janeiro, vindo de Portugal, em 1793, era filho de José Pereira de Faro, natural da Galiza e de Francisca Teresa Pereira Fernandes de Sá, natural da cidade de Braga em Portugal. Casou-se em 1793, no Rio de Janeiro, com Ana Rita do Amor Divino Darrigue, de ascendência francesa — seu avô materno foi o cirurgião francês Jean-Baptiste Darrigue.

## Filhos
- Joaquim Pereira de Faro, Rio de Janeiro por volta de 1794 – Rio de Janeiro menor de idade.
- Emiliana Cândida de Faro, Rio de Janeiro, 29 de janeiro de 1796 – Rio de Janeiro, 13 de abril de 1844.
- João Pereira de Faro, Rio de Janeiro por volta de 1798 – Rio de Janeiro menor de idade.
- Ana Balbina de Faro, Rio de Janeiro, 13 de julho de 1800 – 28 de outubro de 1868.
- Joaquim José Pereira de Faro, Rio de Janeiro, 10 de março de 1802 – Rio de Janeiro, 7 de janeiro de 1845.
- João Pereira Darrigue de Faro, Rio de Janeiro, 9 de julho de 1803 – Rio de Janeiro, 11 de novembro de 1856.
- Candida Pereira de Faro, Rio de Janeiro, 28 de maio de 1805 – Rio de Janeiro menor de idade.
- Luis Pereira Ferreira de Faro, Rio de Janeiro, 10 de abril de 1806 – Rio de Janeiro, 23 de agosto de 1869.
- Camilo José Pereira de Faro, Rio de Janeiro, 22 de fevereiro de 1809 – Rio de Janeiro, 2 de junho de 1861.

Entre eles, João Pereira Darrigue de Faro, 2.º barão e 1.º visconde com grandeza do Rio Bonito, que, seguindo os passos do pai galgou grande projeção social na Corte, chegando a ocupar a Presidência da Província do Rio de Janeiro. João Pereira Darrigue de Faro fundou a fazenda Monte Alegre, além de receber de herança a Fazenda Sant'Anna.
Outro filho de Joaquim José que alcançou projeção foi Joaquim José Pereira de Faro (homônimo do pai), que foi pai de José Pereira de Faro, o terceiro barão do Rio Bonito, emancipador de Barra do Piraí.

## Carreira empresarial
Joaquim estabeleceu-se em terras de sesmarias de São João Marcos e de Resende e foi um dos desbravadores do município de Barra do Piraí, Rio de Janeiro. Em Barra do Piraí, Rio de Janeiro, fundou duas fazendas: São Joaquim das Ipaíbas e Santana do Paraíba, atual Sant'Ana, ambas no início do século XIX.
No Rio de Janeiro, foi comerciante de escravos, grande negociante, estabelecido na rua dos Pescadores, diretor da Companhia de seguros Previdente, foi da Junta Administrativa da Caixa de Amortização e Coronel do 1.º Regimento de Infantaria da 2.ª Linha do Exército. O apoio que deu a D. Pedro I nos dias tumultuados da independência foi seu passaporte para a elite política e militar do novo Império.
Conquistou projeção social alcançando o posto de Cavaleiro Professo e Comendador na Imperial Ordem de Nosso Senhor Jesus Cristo em 13 de maio de 1808 e, novamente, com o mesmo hábito efetivo, em 3 de maio de 1819. Foi Cavaleiro da Imperial Ordem do Cruzeiro, em 12 de outubro de 1828, e Fidalgo Cavaleiro da Casa Imperial. Fez parte da Corte de D. João VI e de D. Pedro I. Foi fundador e conselheiro do Montepio Geral, em 1841.

## Baronato & Brasão de armas

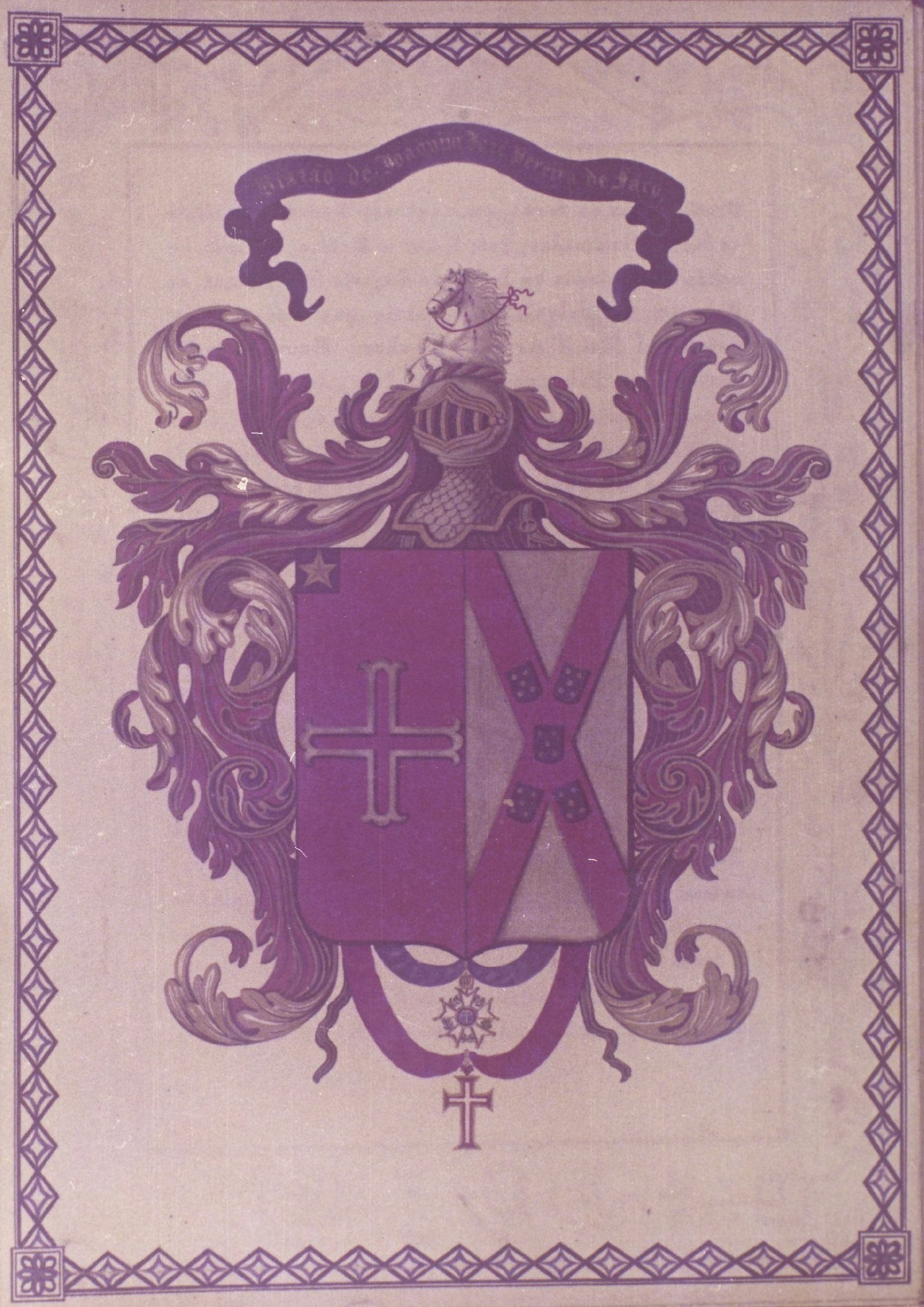
Brasão de Joaquim José Pereira de Faro.

Justificou sua nobreza, sendo-lhe confirmado o uso do brasão de armas de seus antepassados, por carta de 24 de março de 1841.
É agraciado com o título de Barão do Rio Bonito em 6 de outubro de 1841.
BRASÃO DE ARMAS: Escudo partido em pala, na primeira as armas dos Pereira, - de vermelho, uma cruz de prata, florida, vazia do campo; no segundo as armas dos Faros, - de prata com uma aspa vermelha carregada de cinco escudos das quinas do Reino, sem as orlatura dos castelos. TIMBRE: o dos Faros, - meio cavalo branco com três lançadas no pescoço em sangue, bridado de ouro com cabeçalho e rédeas de vermelho; e por diferença uma brica azul com uma estrela de ouro.
Brasão passado em 24 de Março de 1841.Reg.nmo Cartório da Nobreza, Liv. VI ,fls.
COROA: a de barão.